# 陈允平
陈允平，生卒年不详，字君衡，一字衡仲，号西麓，四明鄞县（今浙江宁波鄞州區一帶）人，宋末元初词人。宋恭帝德祐（1275年）时，授沿海制置司参议官。元朝至元十五年（1278年），以图谋复宋嫌疑入狱，后得免。曾应元初人才之征北上大都（今北京）。
为格律派词家。早年和同时期词人多有唱和。词学摹仿周邦彦不遗余力。作词重艺术形式，被推为“词中上层”，尤为清朝浙西词派所大力推崇。王国维于《人间词话》中评“梅溪（史达祖）、梦窗（吴文英）、玉田（张炎）、草窗（周密）、西麓（陈允平）诸家，词虽不同，然同失之肤浅”。

## 词作
《西麓继周集》120余首，《日湖渔唱》，《西湖十咏》，《南屏晚钟》等。现存词约200首。

## 著作
《西麓诗稿》、《西麓继周集》、《日湖渔唱》
其中《日湖渔唱》有《词学丛书》本，《粤雅堂丛书》本等。
《西麓继周集》有汲古阁景抄《南宋六十家小集》本等。